# Record du Maroc de natation dames du 4 × 100 mètres nage libre
Cet article présente l'évolution du record du Maroc de natation dames du 4 × 100 mètres nage libre.

## Bassin de 50 mètres
| Temps         | Laps          | Athlète                  | Naissance | Âge | Club         | Compétition                 | Lieu       | Date              |
| ------------- | ------------- | ------------------------ | --------- | --- | ------------ | --------------------------- | ---------- | ----------------- |
| 4 min 12 s 00 |               |                          |           |     |              |                             | Casablanca | 3 mai 2004        |
| -----         |               |                          |           |     |              |                             |            |                   |
| 4 min 11 s 59 |               |                          |           |     |              |                             |            |                   |
| -----         |               |                          |           |     |              |                             |            |                   |
| 4 min 10 s 81 |               |                          |           |     |              | Jeux méditerranéens (f)     | Pescara    | 27 juin 2009      |
|               | 1 min 01 s 96 | Shérazade Ramond-Hannane | 1990      | 19  | WAC          |                             |            |                   |
|               | 1 min 02 s 43 | Lilia Karrakchou         | 1992      | 17  | CNJ          |                             |            |                   |
|               | 1 min 02 s 71 | Imane Boulaamane         | 1989      | 20  | CNJ          |                             |            |                   |
|               | 1 min 03 s 71 | Zineb El Hazzaz          | 1993      | 16  | WAC          |                             |            |                   |
| 4 min 04 s 26 |               |                          |           |     |              | Championnats d'Afrique (ct) | Casablanca | 15 septembre 2010 |
|               | 1 min 01 s 64 | Noufissa Chbihi          |           |     |              |                             |            |                   |
|               | 58 s 33       | Sara El Bekri            |           |     | RCA Natation |                             |            |                   |
|               | 1 min 02 s 72 | Rania El Abdi            |           |     |              |                             |            |                   |
|               | 1 min 01 s 57 | Shérazade Ramond-Hannane |           |     | WAC          |                             |            |                   |
| 4 min 02 s 77 |               |                          |           |     |              | Jeux panarabes (f)          | Doha       | 18 décembre 2011  |
|               | 58 s 73       | Sara El Bekri            | 1987      | 24  | RCA Natation |                             |            |                   |
|               | 1 min 03 s 36 | Rania El Abdi            | 1994      | 17  |              |                             |            |                   |
|               | 1 min 00 s 34 | Marwa El Banar           | 1995      | 16  |              |                             |            |                   |
|               | 1 min 00 s 34 | Noufissa Chbihi          | 1990      | 17  |              |                             |            |                   |